# Зима в Простоквашино
«Зима в Простоквашино» (рос. Зима в Простоквашино) — радянський мультиплікаційний фільм 1978 р., третий із серії «Троє з Простоквашино». Створений за мотивами повісті Едуарда Успенського «Дядько Федір, пес і кіт».

## Сюжет
Шарик і Матроскін посварилися і перестали розмовляти один з одним через те, що Шарик на зиму замість валянок купив собі модні кеди, і тепер у них з котом одна пара валянок на двох. Спілкуватися їм допомагає листоноша Пєчкін, який передає телеграми з одного кінця хати в інший.
Дядько Федір з Папою хочуть поїхати в Простоквашино, але Мама знову проти, бо вона має співати на новорічному «Блакитному Вогнику», і після виступу їй ніяк не хочеться в концертній сукні їхати до села електричкою. Тим часом Матроскін готується до приїзду Дяді Федора і в телеграмі просить Шаріка сходити в ліс за ялинкою, але Шарик з екологічних міркувань відмовляється, тому новорічний вечір вони зустрічають у нетопленій хаті та без ялинки.
Отримавши з Простоквашино тривожний «розмовляючий лист» від листоноші Печкіна про майбутній поділ майна, Дядя Федір і Папа вирішують поїхати без Мами. Їхній «Запорожець» застряг на заметеній снігом дорозі, і всім мешканцям будинку в Простоквашино довелося витягувати машину зі снігу. До приїзду гостей вони таки затопили піч, Шарик узявся ліпити святковий пиріг, Дядя Федір — прикрашати будинок гірляндами, Папа — лагодити телевізор, а Матроскін — розважати всіх піснями під гітару.
Матроскін повідомляє, що вони з Шариком помирилися, коли витягували машину зі снігу, бо, за його словами, «спільна праця для моєї користі — він об'єднує». Зраділий Шарик цілує Матроскіна. Листоноша Печкін вибачається і збирається йти, бо вважає телевізор «головною прикрасою столу», але той не працює, і тому Печкін вирішує справляти Новий рік у себе вдома. Однак Дядя Федір та Папа обіцяють, що телевізор вони обов'язково полагодять, адже інакше і бути не може — невдовзі Мама виступатиме на новорічному Блакитному Вогнику. ТБ полагодили, ялинку вирішили не рубати, а нарядили старими речами з горища ту, що росла у дворі.
Листоноша Пєчкін побачив по телевізору початок Маминого виступу, але з'ясувалося, що у телевізора не працює звук. Герої дивляться беззвучний виступ і раптом чують Мамині співи позаду себе. Виявляється, концерт було записано на плівку, а Мама сама дійшла до Простоквашиного на лижах. Герої тріумфують, Дядя Федір і Матроскін підбігли до Мами, і вона тепло привітала своїх друзів та сім'ю, підтвердивши, що просто не може жити без Простоквашино.